# José Luis Cuevas
Pour les articles homonymes, voir Cuevas.
José Luis Cuevas (né le 26 février 1931 à Mexico et mort le 3 juillet 2017 dans la même ville) est un peintre, muraliste, graveur, sculpteur et illustrateur mexicain.

## Biographie

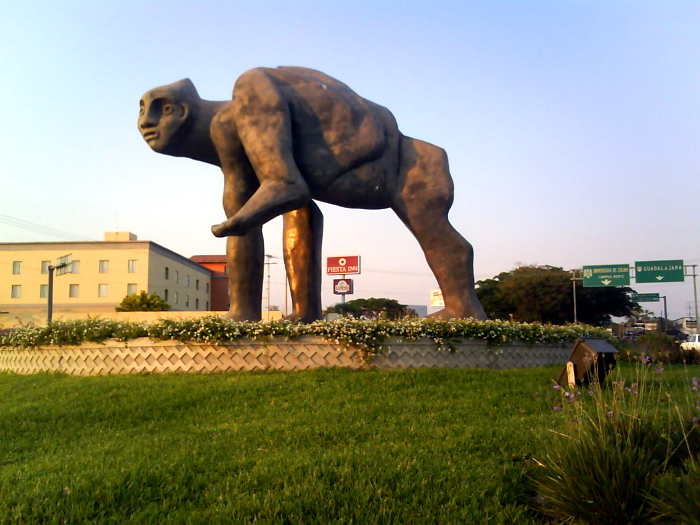
La Figura obscena dans la ville de Colima en 1996.

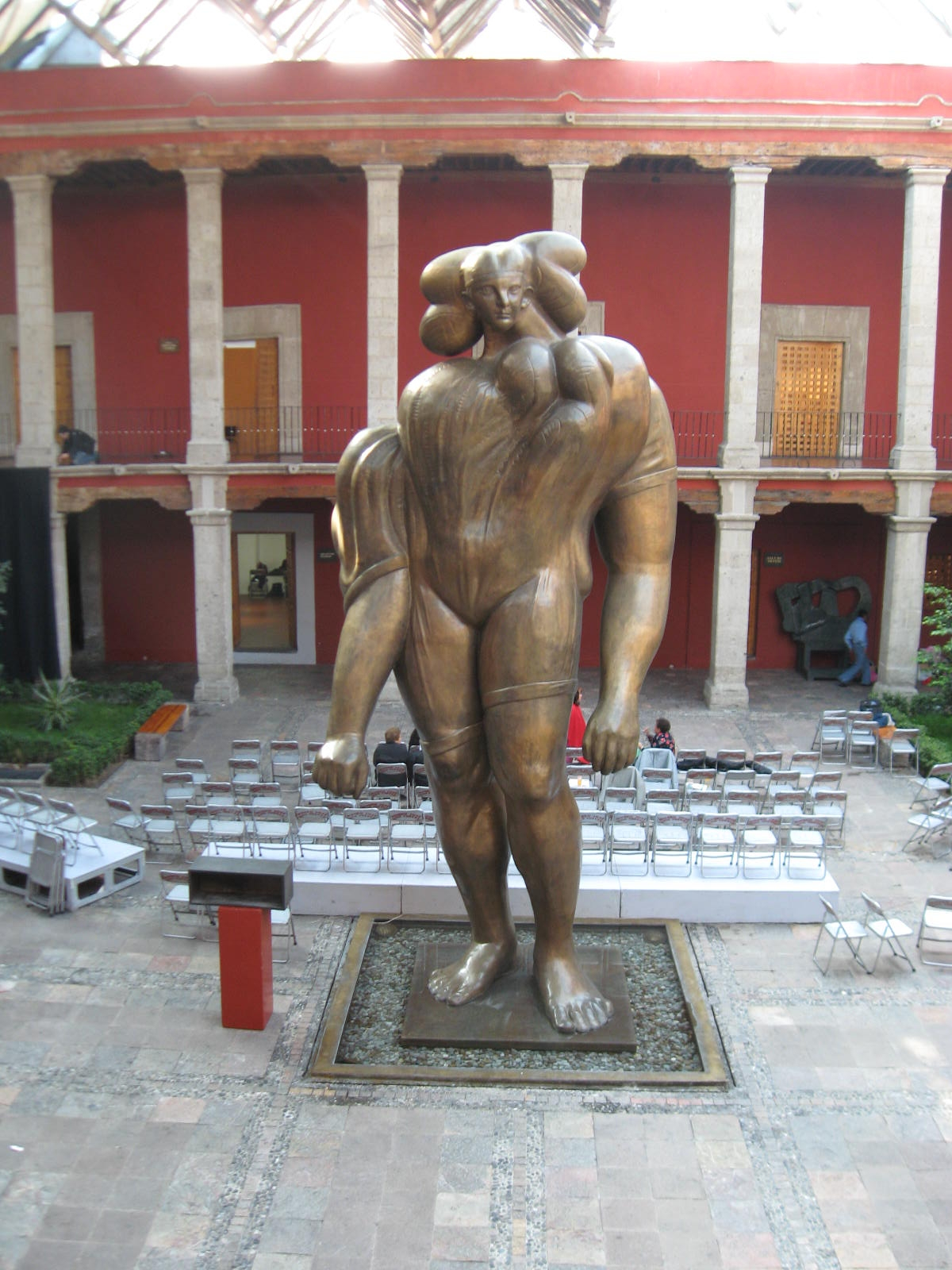
La Giganta dans la cour intérieure du musée José Luis Cuevas.

José Luis Cuevas est né le 26 février 1934 dans une famille de la classe moyenne de la ville de Mexico. Il est né à l'étage supérieur de la fabrique de papier et de crayons appartenant à son grand-père paternel, Adalberto Cuevas.
À l'âge de dix ans, il commence ses études à l'École nationale de peinture et de sculpture "La Esmeralda". Il commence également à illustrer des journaux et des livres. Cependant, il a été forcé d'abandonner ses études en 1946 quand il a contracté le rhumatisme articulaire aigu . La maladie l'a laissé cloué au lit pendant deux ans. Pendant ce temps, il a appris le travail de gravure enseigné par Lola Cueot du Mexico City College.
Avec Vlady, sous l'impulsion de leur maître Rufino Tamayo, José Luis Cuevas participera à la naissance de l'art moderne au Mexique.
Il a également été acteur de cinéma dans de petits rôles, notamment pour Alberto Isaac.
Un musée à Mexico porte son nom et conserve de nombreuses œuvres.
André Pieyre de Mandiargues lui a consacré un livre : Cuevas Blues (Fata Morgana, 1986).

## Filmographie
- 1965 : En este pueblo no hay ladrones d'Alberto Isaac
- 1967 : La muerte es puntual de Sergio Véjar
- 1968 : Los amigos d'Icaro Cisneros
- 1968 : Las visitaciones del diablo d'Alberto Isaac
- 1972 : Los días del amor d'Alberto Isaac
- 1973 : Picasso entre nosotros de Salomón Laiter
- 1985 : Alfred Hitchcock présente (TV, épisode Breakdown)